# زورنتسیگ-آبلاس
زورنتسیگ-آبلاس (به آلمانی: Sornzig-Ablaß) یک منطقهٔ مسکونی در آلمان است که در موگلن واقع شده‌است. زورنتسیگ-آبلاس ۲٬۲۶۰ نفر جمعیت دارد.